# ضم تكساس
كان ضم تكساس عملية الضم التي جرت في عام 1845 لجمهورية تكساس إلى الولايات المتحدة الأمريكية. أُدخلت تكساس إلى الاتحاد باعتبارها الولاية الثامنة والعشرين في 29 ديسمبر 1845.
أعلنت جمهورية تكساس استقلالها عن جمهورية المكسيك في الثاني من مارس 1836. وتقدمت بطلب ضم إلى الولايات المتحدة في العام نفسه، لكن وزير الخارجية رفض الطلب. في ذلك الوقت، فضلت الغالبية العظمى من سكان تكساس ضم الجمهورية إلى الولايات المتحدة. عارضت قيادة كلا الحزبين السياسيين الرئيسين الأمريكيين، الديمقراطي واليميني، إدخال تكساس، وهي منطقة شاسعة محافظة على العبودية، إلى المناخ السياسي المتقلب للخلافات القطاعية المؤيدة والمناهضة للعبودية في الكونجرس. علاوة على ذلك، رغبوا بتلافي الحرب مع المكسيك، التي رفضت حكومتها الاعتراف بسيادة المقاطعة الشمالية المتمردة. مع تراجع ثروات تكساس الاقتصادية بحلول أوائل الأربعينيات من القرن التاسع عشر، رتب رئيس جمهورية تكساس، سام هيوستن، محادثات مع المكسيك لاستكشاف إمكانية الحصول على اعتراف رسمي بالاستقلال، بوساطة المملكة المتحدة.
في عام 1843، قرر رئيس الولايات المتحدة جون تايلر، الذي لم يكن آنذاك متحالفًا مع أي حزب سياسي، بصورة مستقلة السعي وراء ضم تكساس في محاولة للحصول على قاعدة دعم لمدة أربع سنوات أخرى في منصبه. كان دافعه الرسمي دحر الجهود الدبلوماسية المشبوهة التي تبذلها الحكومة البريطانية لتحرير العبيد في تكساس، ما من شأنه تقويض العبودية في الولايات المتحدة. عبر مفاوضات سرية مع إدارة هيوستن، حصل تايلر على معاهدة الضم في أبريل 1844. عندما قُدمت الوثائق إلى مجلس الشيوخ الأمريكي للتصديق عليها، أصبحت تفاصيل شروط الضم علنية واحتلت مسألة الحصول على تكساس مركز الصدارة في الانتخابات الرئاسية لعام 1844. رفض المندوبون الديمقراطيون الجنوبيون المؤيدون لضم تكساس ترشيح زعيمهم المناهض للضم مارتن فان بيورين في مؤتمر حزبهم في مايو 1844. وبالتحالف مع زملائهم الديمقراطيين الشماليين المؤيدين للتوسع، حصلوا على ترشيح جيمس كيه. بولك، الذي ترشح على منصة مانيفست ديستني الموالية لتكساس.
في يونيو من عام 1844، رفض مجلس الشيوخ بأغلبيته اليمينية، بعنف معاهدة تايلر – تكساس. هزم الديمقراطي المؤيد للضم بولك بفارق ضئيل اليميني المناهض للضم هنري كلاي في الانتخابات الرئاسية لعام 1844. في ديسمبر 1844، دعا رئيس البطة العرجاء تايلر الكونغرس لتمرير معاهدته بأغلبية بسيطة في كلا المجلسين. امتثل مجلس النواب لطلبه من خلال تمرير مشروع قانون معدل يشرح بالتفصيل الأحكام المؤيدة للعبودية في معاهدة تايلر. أقر مجلس الشيوخ بصعوبة نسخة تسوية من مشروع قانون مجلس النواب (بتصويت الأقلية الديمقراطية والعديد من اليمينيين الجنوبيين)، مصممة لتزويد الرئيس المنتخب بولك بخياري الضم الفوري لتكساس أو إجراء محادثات جديدة لمراجعة شروط الضم لمشروع قانون مجلس النواب المعدل.
في الأول من مارس 1845، وقع الرئيس تايلر على مشروع قانون الضم، وفي الثالث من مارس (آخر يوم كامل له في منصبه)، أرسل نسخة مجلس النواب إلى تكساس، وعرض الضم الفوري (مستبقًا بولك). وقتما تولى بولك المنصب في ظهيرة اليوم التالي بتوقيت شرق أمريكا، شجع تكساس على قبول عرض تايلر. صدقت تكساس على الاتفاقية بموافقة شعبية من التكساسيين. وقع الرئيس بولك على مشروع القانون في 29 ديسمبر 1845، وقبل تكساس بصفتها الولاية الثامنة والعشرين في الاتحاد. انضمت تكساس رسميًا إلى الاتحاد في 19 فبراير 1846. بعد الضم، تدهورت العلاقات بين الولايات المتحدة والمكسيك بسبب خلاف لم يُحل حول الحدود بين تكساس والمكسيك، واندلعت الحرب المكسيكية الأمريكية بعد بضعة أشهر فقط.

## معلومات أساسية

### التوسع الإقليمي الأمريكي وتكساس
كانت تكساس، التي رسمتها إسبانيا لأول مرة في عام 1519، جزءًا من الامبراطورية الإسبانية الشاسعة التي استولى عليها الغزاة الإسبان من سكانها الأصليين لأكثر من 300 عام. عندما استولت الولايات المتحدة على إقليم لويزيانا من فرنسا في عام 1803، اعتقد الكثيرون في الولايات المتحدة أن الإقليم الجديد يشمل أجزاء من ولاية تكساس الحالية أو كلها. تشكلت الحدود بين الولايات المتحدة وإسبانيا على طول الحدود الشمالية لتكساس في مفاوضات 1817 – 1819 بين وزير الخارجية جون كوينسي آدامز والسفير الإسباني في الولايات المتحدة لويس دي أونيس إي غونزاليس فارا. حُددت حدود تكساس في إطار الصراع الجيوستراتيجي لترسيم حدود الأراضي الغربية الواسعة للولايات المتحدة وممتلكات إسبانيا الشاسعة في أمريكا الشمالية. ظهرت معاهدة فلوريدا في 22 فبراير 1819 لتكون حلًا وسطًا استبعد إسبانيا من مستجمعات المياه المنخفضة لنهر كولومبيا، لكنها وضعت حدودًا جنوبية في نهري سابين وريد، «مطفئة قانونيًا» أي مطالبات أمريكية بتكساس. ومع ذلك، ظلت تكساس موضع اهتمام كبير للتوسعيين الأمريكيين، ومن بينهم توماس جيفرسون، الذي توقع الاستحواذ النهائي على أراضيها الخصبة.
شحذت أزمة ميزوري 1819 – 1821 الالتزامات بالتوسعية بين اهتمامات البلاد باستملاك العبيد، عندما أسس ما يسمى بشروط توماس خط العرض 36°30' ، فارضًا مستقبلًا فيه أراضٍ يحرم الاسترقاق فيها وأراضٍ يتاح فيها في صفقة شراء أراضي لويزيانا. بينما وافق غالبية أعضاء الكونجرس الجنوبيين على استبعاد العبودية من الجزء الأكبر من صفقة شراء لويزيانا، عارضت أقلية كبيرة. توقع محرر فرجينيّ اسمه توماس ريتشي يعمل في صحيفة ريتشموند إنكوايرر أنه بوجود قيود شرطية، فإن الجنوب سيطالب بتكساس في النهاية: «إذا ما كنا محصارين في الشمال، فلا بد أن يكون أمامنا حرية حركة ناحية الغرب». اتهم النائب جون فلويد من فرجينيا في عام 1824 وزير الخارجية آدامز بالتنازل عن تكساس لإسبانيا عام 1819 لصالح دعاة مناهضة العبودية في الشمال، وبالتالي حرمان الجنوب من ولايات الرقيق الإضافية. استند جون تايلر من ولاية فرجينيا الذي كان نائبًا آنذاك إلى مبادئ جيفرسون الخاصة بالنمو الإقليمي والتجاريي باعتبارها هدفًا وطنيًا لمواجهة تصاعد الخلافات القطاعية حول العبودية. أعلنت نظرية «الانتشار» خاصته أنه مع انفتاح ميزوري على العبودية، فإن الدولة الجديدة ستشجع نقل العبيد غير المستغلين بالكامل إلى الغرب وإفراغ الولايات الشرقية من العبيد وجعل التحرر ممكنًا في الجنوب القديم. جرى إحياء هذا المذهب أثناء الجدل المتعلق بضم تكساس.